# 大城山
大城山（：／ Taesŏngsan）位於朝鮮民主主義人民共和國首都平壤市東北部，海拔270米，主要構成是中生代侏羅紀的砂岩，山谷下部間有頁岩。
如今大城山開闢為各種不同用途的遊園地，除高句麗遺跡大城山城外，還分佈有大城山遊樂場、朝鮮中央動物園、朝鮮中央植物園。大城山革命烈士陵園也建於此。